# Pokharikanda
Pokharikanda (nep. पोखरीकांडा) – gaun wikas samiti w zachodniej części Nepalu w strefie Bheri w dystrykcie Surkhet. Według nepalskiego spisu powszechnego z 2001 roku liczył on 681 gospodarstw domowych i 3632 mieszkańców (1830 kobiet i 1802 mężczyzn).